# Municipio de San Agustín de las Juntas
El municipio de San Agustín de las Juntas es uno de los 570 municipios que conforman al estado mexicano de Oaxaca. Pertenece al distrito centro, dentro de la región valles centrales. Su cabecera es la localidad de San Agustín de las Juntas.

## Geografía
El municipio abarca 24.27 km² y se encuentra a una altitud promedio de 1530 m s. n. m., oscilando entre 2200 y 1500 m s. n. m.

## Demografía
De acuerdo al último censo, realizado por el INEGI en 2010, en el municipio habitan 8089 personas, repartidas entre 8 localidades.